# Medway (Massachusetts)
Medway es un pueblo ubicado en el condado de Norfolk en el estado estadounidense de Massachusetts. En el Censo de 2010 tenía una población de 12.752 habitantes y una densidad poblacional de 421,79 personas por km².

## Geografía
Medway se encuentra ubicado en las coordenadas 42°9′21″N 71°25′58″O / 42.15583, -71.43278. Según la Oficina del Censo de los Estados Unidos, Medway tiene una superficie total de 30.23 km², de la cual 29.9 km² corresponden a tierra firme y (1.11%) 0.34 km² es agua.

## Demografía
Según el censo de 2010, había 12.752 personas residiendo en Medway. La densidad de población era de 421,79 hab./km². De los 12.752 habitantes, Medway estaba compuesto por el 94.96% blancos, el 1.03% eran afroamericanos, el 0.24% eran amerindios, el 2.2% eran asiáticos, el 0.01% eran isleños del Pacífico, el 0.31% eran de otras razas y el 1.26% pertenecían a dos o más razas. Del total de la población el 1.96% eran hispanos o latinos de cualquier raza.